# Eudorella gracilis
Eudorella gracilis är en kräftdjursart som beskrevs av Sars 1871. Eudorella gracilis ingår i släktet Eudorella och familjen Leuconidae. Inga underarter finns listade i Catalogue of Life.